# Baeotus hahneli
Baeotus hahneli är en fjärilsart som beskrevs av Peter William Michael 1931. Baeotus hahneli ingår i släktet Baeotus och familjen praktfjärilar. Inga underarter finns listade i Catalogue of Life.